# Six Hours to Live
6 ore de trăit (titlu original: Six Hours to Live) este un film SF american din 1932 regizat de William Dieterle. În rolurile principale joacă actorii  Warner Baxter, Miriam Jordan, John Boles.

## Prezentare
O victimă este adusă înapoi la viață printr-un experiment științific. Cu toate acestea, efectul experienței va dura doar șase ore și va trebui să afle cine l-a ucis în acest timp.

## Distribuție
- Warner Baxter - Capt. Paul Onslow
- Miriam Jordan - Baroness Valerie von Sturm
- John Boles - Karl Kranz
- George F. Marion - Prof. Otto Bauer (menționat ca George Marion Jr.)
- Halliwell Hobbes - Baron Emil von Sturm
- Irene Ware - The Prostitute
- Beryl Mercer - The Widow
- Edward McWade - Ivan
- John Davidson - Kellner
- Edwin Maxwell - Police Commissioner
- Dewey Robinson - Blucher